# Oroszország határai

Tipikus orosz határjel

Oroszország 16 szuverén állammal osztozik nemzetközi határon, ezek közül 2 tengeri (USA, Japán), illetve részben elismert (Dél-Oszétia, Abházia). A szárazföldön összesen 20 241 km határa van, amivel Kína után a 2. helyen áll a világon

## Áttekintés
Oroszország több országgal határos, mint bármely más ország a világon.
Táblázat azokról az országról, amelyekkel Oroszország szárazföldön határos
(a felsorolás óramutató járásával ellentétes Oroszország körül)
| Ország           | Hossza (km)                  |
| ---------------- | ---------------------------- |
| Norvégia         | 218,9 (195,7 + 23,2 tengeri) |
| Finnország       | 1271,8                       |
| Észtország       | 294                          |
| Lettország       | 270,5                        |
| Litvánia         | 266                          |
| Lengyelország    | 204,1                        |
| Fehéroroszország | 1239                         |
| Ukrajna          | 1925,8                       |
| Grúzia           | 875,5                        |
| Azerbajdzsán     | 372,6                        |
| Kazahsztán       | 7512,8                       |
| Mongólia         | 3485                         |
| Kína             | 4209,3                       |
| Észak-Korea      | 17                           |
| Japán            | vízi                         |
| USA              | vízi                         |

Ha Abházia és Dél-Oszétia szuverén államoknak számítanak
| Ország                       | Hossza (km) |
| ---------------------------- | ----------- |
| Abházia                      | 255,4       |
| Dél-Oszétia                  | 70          |
| a fennmaradó határ Grúziával | 365         |

## Határok részletesen
Az alábbi listában szerepelnek egyes orosz területekkel határos területek, illetve más országok

### Központi Szövetségi Körzet
Belgorodi terület
- Oroszország
  - Voronyezsi terület
  - Kurszki terület
- Ukrajna
  - Szumi terület
  - Harkivi terület
  - Luhanszki terület

Brjanszki terület
- Oroszország
  - Szmolenszki terület
  - Kurszki terület
  - Orjoli terület
  - Kalugai terület
- Fehéroroszország
  - Mahiljovi terület
  - Homeli terület
- Ukrajna
  - Szumi terület
  - Csernyihivi terület

Vlagyimiri terület
- Oroszország
  - Ivanovói terület
  - Moszkvai terület
  - Nyizsnyij Novgorod-i terület
  - Rjazanyi terület
  - Jaroszlavli terület

Voronyezsi terület
- Oroszország
  - Belgorodi terület
  - Volgográdi terület
  - Kurszki terület
  - Lipecki terület
  - Tambovi terület
  - Szaratovi terület
  - Rosztovi terület
- Ukrajna
  - Luhanszki terület

Ivanovói terület
- Oroszország
  - Jaroszlavli terület
  - Nyizsnyij Novgorod-i terület
  - Vlagyimiri terület
  - Kosztromai terület

Kalugai terület
- Oroszország
  - Brjanszki terület
  - Moszkvai terület
  - Orjoli terület
  - Szmolenszki terület
  - Tulai terület
  - Moszkva

Kosztromai terület
- Oroszország
  - Nyizsnyij Novgorod-i terület
  - Jaroszlavli terület
  - Vologdai terület
  - Kirovi terület
  - Ivanovói terület

Kurszki terület
- Oroszország
  - Belgorodi terület
  - Brjanszki terület
  - Voronyezsi terület
  - Lipecki terület
  - Orjoli terület
- Ukrajna
  - Szumi terület

Lipecki terület
- Oroszország
  - Tambovi terület
  - Kurszki terület
  - Voronyezsi terület
  - Rjazanyi terület
  - Orjoli terület
  - Tulai terület

Moszkvai terület
- Oroszország
  - Vlagyimiri terület
  - Kalugai terület
  - Szmolenszki terület
  - Rjazanyi terület
  - Tveri terület
  - Tulai terület
  - Jaroszlavli terület
  - Moszkva

Orjoli terület
- Oroszország
  - Brjanszki terület
  - Kalugai terület
  - Kurszki terület
  - Lipecki terület
  - Tulai terület

Rjazanyi terület
- Oroszország
  - Vlagyimiri terület
  - Lipecki terület
  - Moszkvai terület
  - Nyizsnyij Novgorod-i terület
  - Tambovi terület
  - Tulai terület
  - Penzai terület
  - Mordvinföld

Szmolenszki terület
- Oroszország
  - Brjanszki terület
  - Kalugai terület
  - Moszkvai terület
  - Pszkovi terület
  - Tveri terület
- Fehéroroszország
  - Vicebszki terület
  - Mahiljovi terület

Tambovi terület
- Oroszország
  - Voronyezsi terület
  - Lipecki terület
  - Penzai terület
  - Rjazanyi terület
  - Szaratovi terület

Tveri terület
- Oroszország
  - Vologdai terület
  - Moszkvai terület
  - Novgorodi terület
  - Pszkovi terület
  - Szmolenszki terület
  - Jaroszlavli terület

Tulai terület
- Oroszország
  - Kalugai terület
  - Lipecki terület
  - Moszkvai terület
  - Orjoli terület
  - Rjazanyi terület

Jaroszlavli terület
- Oroszország
  - Vologdai terület
  - Ivanovói terület
  - Vlagyimiri terület
  - Tveri terület
  - Moszkvai terület
  - Kosztromai terület

Moszkva
- Oroszország
  - Kalugai terület
  - Kosztromai terület

### Északnyugati Szövetségi Körzet
Karélia
- Oroszország
  - Arhangelszki terület
  - Vologdai terület
  - Leningrádi terület
  - Murmanszki terület
- Finnország
  -  Kainuu
  -  Lappföld
  -  Észak-Karjala
  -  Észak-Pohjanmaa
  -  Dél-Karjala

Komiföld
- Oroszország
  - Permi határterület
  - Arhangelszki terület
  - Kirovi terület
  - Szverdlovszki terület
  - Nyenyecföld
  - Jamali Nyenyecföld
  - Hanti- és Manysiföld

Arhangelszki terület
- Oroszország
  - Karélia
  - Komiföld
  - Vologdai terület
  - Kirovi terület
  - Jamali Nyenyecföld

Vologdai terület
- Oroszország
  - Karélia
  - Arhangelszki terület
  - Kirovi terület
  - Kosztromai terület
  - Leningrádi terület
  - Novgorodi terület
  - Tveri terület
  - Jaroszlavli terület

Kalinyingrádi terület
- Litvánia
  -  Klaipėda megye
  -  Marijampolė megye
  -  Tauragė megye
- Lengyelország
  - Varmia-mazúriai vajdaság
  - Podlasiei vajdaság
  - Pomerániai vajdaság

Leningrádi terület
- Oroszország
  - Karélia
  - Vologdai terület
  - Novgorodi terület
  - Pszkovi terület
  - Szentpétervár
- Finnország
  -  Kymenlaakso
  -  Dél-Karjala
- Észtország
  -  Ida-Virumaa

Murmanszki terület
- Oroszország
  - Karélia
- Finnország
  -  Lappföld
- Norvégia
  -  Finnmark megye

Novgorodi terület
- Oroszország
  - Vologdai terület
  - Leningrádi terület
  - Pszkovi terület
  - Tveri terület

Pszkovi terület
- Oroszország
  - Leningrádi terület
  - Novgorodi terület
  - Tveri terület
  - Szmolenszki terület
- Fehéroroszország
  - Vicebszki terület
- Lettország
  - Alūksnes község
  -  Baltinavas község
  - Viļakas község
  -  Zilupes község
  -  Kārsavas község
  -  Ludzas község
  - Ciblas község
- Észtország
  -  Võrumaa
  -  Ida-Virumaa
  -  Jõgevamaa
  -  Põlvamaa
  -  Tartumaa

Szentpétervár
- Oroszország
  - Leningrádi terület

Nyenyecföld
- Oroszország
  - Komiföld
  - Arhangelszki terület
  - Jamali Nyenyecföld

### Volgamenti szövetségi körzet
Baskíria
- Oroszország
  - Tatárföld
  - Udmurtföld
  - Permi határterület
  - Orenburgi terület
  - Szverdlovszki terület
  - Cseljabinszki terület

Mariföld
- Oroszország
  - Tatárföld
  - Csuvasföld
  - Kirovi terület
  - Nyizsnyij Novgorod-i terület

Mordvinföld
- Oroszország
  - Csuvasföld
  - Nyizsnyij Novgorod-i terület
  - Penzai terület
  - Rjazanyi terület
  - Uljanovszki terület

Tatárföld
- Oroszország
  - Baskíria
  - Mariföld
  - Udmurtföld
  - Csuvasföld
  - Kirovi terület
  - Orenburgi terület
  - Szamarai terület
  - Uljanovszki terület

Udmurtföld
- Oroszország
  - Baskíria
  - Tatárföld
  - Permi határterület
  - Kirovi terület

Csuvasföld
- Oroszország
  - Mariföld
  - Mordvinföld
  - Tatárföld
  - Nyizsnyij Novgorod-i terület
  - Uljanovszki terület

Permi határterület
- Oroszország
  - Baskíria
  - Komiföld
  - Udmurtföld
  - Kirovi terület
  - Szverdlovszki terület

Kirovi terület
- Oroszország
  - Komiföld
  - Mariföld
  - Tatárföld
  - Udmurtföld
  - Permi határterület
  - Arhangelszki terület
  - Vologdai terület
  - Nyizsnyij Novgorod-i terület
  - Kosztromai terület

Nyizsnyij Novgorod-i terület
- Oroszország
  - Mariföld
  - Mordvinföld
  - Csuvasföld
  - Kosztromai terület
  - Ivanovói terület
  - Vlagyimiri terület
  - Kirovi terület
  - Rjazanyi terület

Orenburgi terület
- Oroszország
  - Baskíria
  - Tatárföld
  - Szamarai terület
  - Cseljabinszki terület
- Kazahsztán
  - Aktöbei terület
  - Nyugat-kazahsztáni terület
  -  Kosztanaji terület

Penzai terület
- Oroszország
  - Mordvinföld
  - Rjazanyi terület
  - Szaratovi terület
  - Tambovi terület
  - Uljanovszki terület

Szamarai terület
- Oroszország
  - Tatárföld
  - Orenburgi terület
  - Szaratovi terület
  - Uljanovszki terület
- Kazahsztán
  - Nyugat-kazahsztáni terület

Szaratovi terület
- Oroszország
  - Volgográdi terület
  - Voronyezsi terület
  - Penzai terület
  - Szamarai terület
  - Tambovi terület
  - Uljanovszki terület
- Kazahsztán
  - Nyugat-kazahsztáni terület

Uljanovszki terület
- Oroszország
  - Mordvinföld
  - Tatárföld
  - Csuvasföld
  - Penzai terület
  - Szamarai terület
  - Szaratovi terület

### Déli szövetségi körzet
Adigeföld
- Oroszország
  - Krasznodari határterület

Kalmükföld
- Oroszország
  - Dagesztán
  - Sztavropoli határterület
  - Asztraháni terület
  - Volgográdi terület
  - Rosztovi terület

Krasznodari határterület
- Oroszország
  - Adigeföld
  - Karacsáj- és Cserkeszföld
  - Sztavropoli határterület
  - Rosztovi terület
- Abházia
  - Gagrai járás
  - Gudautai járás
- Ukrajna
  - Krím

Asztraháni terület
- Oroszország
  - Kalmükföld
  - Volgográdi terület
- Kazahsztán
  - Nyugat-kazahsztáni terület
  - Atiraui terület

Volgográdi terület
- Oroszország
  - Kalmükföld
  - Asztraháni terület
  - Rosztovi terület
  - Szaratovi terület
  - Voronyezsi terület
- Kazahsztán
  - Nyugat-kazahsztáni terület

Rosztovi terület
- Oroszország
  - Kalmükföld
  - Sztavropoli határterület
  - Krasznodari határterület
  - Volgográdi terület
  - Voronyezsi terület
- Ukrajna
  - Donyecki terület
  - Luhanszki terület

### Észak-kaukázusi szövetségi körzet
Dagesztán
- Oroszország
  - Kalmükföld
  - Csecsenföld
  - Sztavropoli határterület
- Azerbajdzsán
  - Balakəni járás
  - Qəbələi járás
  - Zaqatalai járás
  - Qaxi járás
  - Qusari járás
  - Oğuzi járás
  - Xaçmazi járás
  - Şəki járás
- Grúzia
  - Kaheti

Ingusföld
- Oroszország
  - Észak-Oszétia
  - Csecsenföld
- Grúzia
  - Mcheta-Mtianeti

Kabard- és Balkárföld
- Oroszország
  - Észak-Oszétia
  - Sztavropoli határterület
  - Karacsáj- és Cserkeszföld
- Grúzia
  - Szamegrelo-Felső-Szvanéti
  - Racsa-Lecshumi és Alsó-Szvanéti

Karacsáj- és Cserkeszföld
- Oroszország
  - Kabard- és Balkárföld
  - Sztavropoli határterület
  - Krasznodari határterület
- Abházia
  - Gulripsi járás
  - Gudautai járás
  - Szuhumi
- Grúzia
  - Szamegrelo-Felső-Szvanéti

Észak-Oszétia
- Oroszország
  - Ingusföld
  - Kabard- és Balkárföld
  - Sztavropoli határterület
  - Csecsenföld
- Grúzia
  - Mcheta-Mtianeti
  - Racsa-Lecshumi és Alsó-Szvanéti
- Dél-Oszétia
  - Dzaji járás

Csecsenföld
- Oroszország
  - Dagesztán
  - Ingusföld
  - Észak-Oszétia
  - Sztavropoli határterület
- Grúzia
  - Kaheti
  - Mcheta-Mtianeti

Sztavropoli határterület
- Oroszország
  - Dagesztán
  - Kabard- és Balkárföld
  - Kalmükföld
  - Karacsáj- és Cserkeszföld
  - Észak-Oszétia
  - Csecsenföld
  - Krasznodari határterület
  - Rosztovi terület

### Uráli szövetségi körzet
Kurgani terület
- Oroszország
  - Szverdlovszki terület
  - Cseljabinszki terület
  - Kurgani terület
- Kazahsztán
  - Észak-kazahsztáni terület
  -  Kosztanaji terület

Szverdlovszki terület
- Oroszország
  - Komiföld
  - Baskíria
  - Permi határterület
  - Kurgani terület
  - Tyumenyi terület
  - Cseljabinszki terület
  - Hanti- és Manysiföld

Tyumenyi terület
- Oroszország
  - Komiföld
  - Krasznojarszki határterület
  - Kurgani terület
  - Omszki terület
  - Szverdlovszki terület
  - Tomszki terület
  - Nyenyecföld
- Kazahsztán
  - Észak-kazahsztáni terület

Cseljabinszki terület
- Oroszország
  - Baskíria
  - Kurgani terület
  - Orenburgi terület
  - Szverdlovszki terület
- Kazahsztán
  -  Kosztanaji terület

Hanti- és Manysiföld
- Oroszország
  - Komiföld
  - Krasznojarszki határterület
  - Szverdlovszki terület
  - Tomszki terület
  - Tyumenyi terület
  - Jamali Nyenyecföld

Jamali Nyenyecföld
- Oroszország
  - Komiföld
  - Krasznojarszki határterület
  - Hanti- és Manysiföld
  - Nyenyecföld

### Szibériai szövetségi körzet
Altaj köztársaság
- Oroszország
  - Tuva
  - Hakaszföld
  - Altaji határterület
  - Kemerovói terület
- Kazahsztán
  -  Kelet-kazahsztáni terület
- Kína
  - Hszincsiang-Ujgur Autonóm Terület
- Mongólia
  -  Bajanölgij tartomány

Burjátföld
- Oroszország
  - Tuva
  - Zabaykalsky Krai
  - Irkutszki terület
- Mongólia
  -  Bulgan tartomány
  -  Szelenga tartomány
  -  Hövszgöl tartomány

Tuva
- Oroszország
  - Altaj köztársaság
  - Burjátföld
  - Hakaszföld
  - Irkutszki terület
  - Krasznojarszki határterület
- Mongólia
  -  Bajanölgij tartomány
  -  Hövszgöl tartomány
  -  Dzavhan tartomány
  -  Uvsz tartomány

Hakaszföld
- Oroszország
  - Altaj köztársaság
  - Tuva
  - Krasznojarszki határterület
  - Kemerovói terület

Altaji határterület
- Oroszország
  - Altaj köztársaság
  - Kemerovói terület
  - Novoszibirszki terület
- Kazahsztán
  -  Kelet-kazahsztáni terület
  -  Pavlodari terület

Bajkálontúli határterület
- Oroszország
  - Burjátföld
  - Jakutföld
  - Amuri terület
  - Irkutszki terület
- Mongólia
  -  Dornod tartomány
  -  Szelenga tartomány
  -  Hentij tartomány
- Kína
  - Belső-Mongólia Autonóm Terület
  - Hejlungcsiang

Krasznojarszki határterület
- Oroszország
  - Jakutföld
  - Irkutszki terület
  - Kemerovói terület
  - Hakaszföld
  - Tuva
  - Hanti- és Manysiföld
  - Jamali Nyenyecföld
  - Tomszki terület

Irkutszki terület
- Oroszország
  - Burjátföld
  - Jakutföld
  - Tuva
  - Krasznojarszki határterület
  - Bajkálontúli határterület

Kemerovói terület
- Oroszország
  - Altaj köztársaság
  - Hakaszföld
  - Altaji határterület
  - Krasznojarszki határterület
  - Novoszibirszki terület
  - Tomszki terület

Novoszibirszki terület
- Oroszország
  - Altaji határterület
  - Kemerovói terület
  - Omszki terület
  - Tomszki terület
- Kazahsztán
  -  Pavlodari terület

Omszki terület
- Oroszország
  - Novoszibirszki terület
  - Tomszki terület
  - Tyumenyi terület
- Kazahsztán
  - Észak-kazahsztáni terület

Tomszki terület
- Oroszország
  - Krasznojarszki határterület
  - Kemerovói terület
  - Novoszibirszki terület
  - Omszki terület
  - Tyumenyi terület
  - Hanti- és Manysiföld

### Távol-keleti szövetségi körzet
Jakutföld
- Oroszország
  - Bajkálontúli határterület
  - Krasznojarszki határterület
  - Habarovszki határterület
  - Amuri terület
  - Irkutszki terület
  - Magadani terület
  - Csukcsföld

Kamcsatkai határterület
- Oroszország
  - Csukcsföld
  - Magadani terület
  - Szahalini terület

Tengermelléki határterület
- Oroszország
  - Habarovszki határterület
- Kína
  - Csilin
  - Hejlungcsiang
- Észak-Korea
  - Raszon

Amuri terület
- Oroszország
  - Jakutföld
  - Bajkálontúli határterület
  - Habarovszki határterület
  - Zsidó autonóm terület
- Kína
  - Hejlungcsiang

Magadani terület
- Oroszország
  - Jakutföld
  - Kamcsatkai határterület
  - Habarovszki határterület
  - Csukcsföld

Szahalini terület
- Oroszország
  - Habarovszki határterület
  - Kamcsatkai határterület
- Japán
  - Hokkaidó

Zsidó autonóm terület
- Oroszország
  - Habarovszki határterület
  - Amuri terület
- Kína
  - Hejlungcsiang

Csukcsföld
- Oroszország
  - Jakutföld
  - Kamcsatkai határterület
  - Magadani terület
- USA
  - Alaszka

### Krím-félszigeten
A Krím-félsziget és Szevasztopol város státusza vita tárgya Oroszország és Ukrajna között. A nemzetközi vélemény szerint a Krím autonóm köztársaság Ukrajnán belül, Szevasztopol pedig különleges állapotú város, de Oroszország úgy véli, hogy a Krím Oroszország szövetségi alanya, Szevasztopol pedig a három szövetségi város egyike, mivel 2014. márciusában Oroszország bekebelezte azt. Oroszország 1991 óta bérli a szevasztopoli hasitengerészeti bázist, a jelenlegi bérleti szerződés 2040-ig szóló meghosszabbítását 2014. március 31-én ellenszavazat nélkül fogadta el az Állami Duma.
Krími Köztársaság
- Oroszország
  - Szevasztopol
- Ukrajna
  - Herszoni terület

Szevasztopol
- Oroszország
  - Krími Köztársaság

## Lásd még
- Orosz Határvédelmi Zóna
- Orosz Vámkódex
- Oroszország területi vitái

## Fordítás
Ez a szócikk részben vagy egészben  a   Borders of Russia című angol Wikipédia-szócikk ezen változatának fordításán alapul.  Az eredeti cikk szerkesztőit annak laptörténete sorolja fel. Ez a jelzés csupán a megfogalmazás eredetét és a szerzői jogokat jelzi, nem szolgál a cikkben szereplő információk forrásmegjelöléseként.